# Isole Vergini Britanniche ai Giochi della XXXII Olimpiade
Le Isole Vergini Britanniche hanno partecipato ai Giochi della XXXII Olimpiade, che si sono svolti a Tokyo, Giappone, dal 23 luglio all'8 agosto 2021. Inizialmente erano previsti dal 24 luglio al 9 agosto 2020 ma sono stati posticipati per la pandemia di COVID-19. La delegazione è stata composta da tre atleti, un uomo e due donne.

## Delegazione
| Sport            | Uomini | Donne | Totale |
| ---------------- | ------ | ----- | ------ |
| Atletica leggera | 1      | 1     | 2      |
| Nuoto            | -      | 1     | 1      |
| Totale           | 1      | 2     | 3      |

## Risultati

### Atletica leggera
| Q | Qualificato al turno successivo per la posizione in qualificazione                                                           |
| q | Qualificato per il turno successivo per ripescaggio o, negli eventi su campo, conquistando la misura minima per qualificarsi |

Maschile
Eventi su pista e strada
| Atleta         | Evento         | Batteria  | Batteria  | Semifinale | Semifinale | Finale    | Finale    |
| Atleta         | Evento         | Risultato | Posizione | Risultato  | Posizione  | Risultato | Posizione |
| -------------- | -------------- | --------- | --------- | ---------- | ---------- | --------- | --------- |
| Kyron McMaster | 400 m ostacoli | 48"79 Q   | 1º        | 48"26 Q    | 1º         | 47"08     | 4º        |

Femminile
Eventi su campo
| Atleta         | Evento         | Qualificazioni | Qualificazioni | Finale   | Finale    |
| Atleta         | Evento         | Distanza       | Posizione      | Distanza | Posizione |
| -------------- | -------------- | -------------- | -------------- | -------- | --------- |
| Chantel Malone | Salto in lungo | 6,82 Q         | 5ª             | 6,50     | 12ª       |

### Nuoto
Femminile
| Atleta         | Evento            | Batterie | Batterie  | Semifinali      | Semifinali      | Finale          | Finale          |
| Atleta         | Evento            | Tempo    | Posizione | Tempo           | Posizione       | Tempo           | Posizione       |
| -------------- | ----------------- | -------- | --------- | --------------- | --------------- | --------------- | --------------- |
| Elinah Phillip | 50 m stile libero | 25"74    | 34ª       | Non qualificata | Non qualificata | Non qualificata | Non qualificata |